# Kourosh Yaghmaei
Kourosh Yaghmaei (persan : کورش یغمایی), né le 3 décembre 1946 à Shahroud, est un chanteur et guitariste pop-rock iranien ayant commencé sa carrière dans les années 1970. 

## Biographie
Né en 1946 au sein d'une famille aisée, il commence la musique à l'age de 10 ans en apprenant le santour, instrument traditionnel de la musique iranienne. Attiré par la musique occidentale, il cherche à mélanger ces deux influences comme font alors de nombreux musiciens iraniens à cette période. Il apprend alors à jouer de la guitare, qui devient son instrument favori.
Son premier tube Gole Yakh, écrit par le poète Mehdi Akhavan Langeroudi, sort en 1974. Mais sa renommée reste limitée, comparée à celle des célébrités iraniennes de l'époque.
Son travail, comme toute la musique populaire, est censuré en Iran depuis la révolution iranienne en 1979,. Il devient alors auteur de livres pour enfants sans arrêter la musique pour autant.
En 1980, il enregistre clandestinement l'album Sib-e Noghreyi qui ne sera autorisé qu'en 1994 à la suite des réformes de Mohammad Khatami.
La sortie en 2011 de la compilation Back from the Brink par le label californien Now-Again Records (spécialisé dans la réédition d'anciens disques) permet sa découverte par de nombreux occidentaux.
En 2016, il publie hors de l'Iran l'album Malek Jamshid, toujours chez Now-Again, enregistré entre 2003 et 2006.

## Discographie
- 1974 : Gole Yakh
- 1975 : Hajm-e Khāli
- 1977 : Sārāb-e To
- 1979 : Sol-e 1 (album live)
- 1980 : Sol-e 2 (album live)
- 1980 : Ārāyesh-e Khorshid
- 1987 : Didār
- 1994 : Sib-e Noghreyi (signifie « la pomme d'argent »)
- 1996 : Māh o Palang
- 1997 : Kābus
- 2001 : Tofang-e Dast-e Noghreh
- 2011 : Back From the Brink, Pre-Revolution Psychedelic Rock from Iran 1973 – 79 (compilation)
- 2016 : Malek Jamshid (signifie « le roi Jamshid »)

## Utilisation
La chanson Gole Yakh a notamment été utilisée dans le générique du film Tristesse Club et une reprise est également présente dans la bande originale du film Persepolis. Gole Yakh a également été samplé en 2018 sur la chanson "Adam & Eve" de Nas (album "Nasir")